# 飯島いちる
飯島 いちる（いいじま いちる）は日本の漫画家。別名義に宮野あのねがある。
2021年にサンデーうぇぶりにて連載デビュー。ヤングエース誌上において「残虐すぎる異世界でも鈴木は可愛い」（原作：土日月、キャラクター原案：大熊猫介）を連載中（2022年7月現在）。

## 作品
- 『毎月実施の新人賞 モーニングゼロ 作品募集のお知らせ〈season 7〉』
  - 2019年1月[2]
  - 2019年2月[3]
  - 2019年3月[4]
  - 2019年4月[5]
  - 2019年5月[6]
- 『田中さん、タイキックです。』 - 第75回ちばてつや賞一般部門入選[7]。
- 『エゴセット』 - 少年サンデーS 2020年4/1号(2020年2月25日発売)付属のサンデーminiに掲載。サンデーうぇぶりにて公開[8]。
- 『ヒノマルソウル』（脚本：杉原憲明、脚本：鈴木謙一） - 日本映画ヒノマルソウル〜舞台裏の英雄たち〜のシナリオを元にしたオリジナルコミックとしてサンデーうぇぶりにて2021年4月から連載[9]。小学館サンデーうぇぶりコミックスから2021年5月7日発刊(ISBN 9784098501335)[10]。
- 『2020年4月29日』 - コロナ禍のマンガ＆文章コンテストOur Day to Dayの優秀賞[11]。
- 『5分後に意外な結末』第3話「交通事故」 - Palcyにて2022年3月18日から連載したシリーズの第3話[12]。
- 『すみれちゃんレシーブ！』（原作：宮野あのね、作画：亞城シロ） - ネーム原作はタイトル『スミレちゃんレシーブ』で2021年9月24日[13]に少年ジャンプ＋ネーム原作マンガ賞 準大賞[14]として発表。作画付きでは2022年4月21日にジャンプ＋にて公開[15]。
- 『残虐すぎる異世界でも鈴木は可愛い』（原作：土日月、キャラクター原案：大熊猫介） - ヤングエース 2022年8月号(2022年7月4日発売)から連載[16]。